# Justin Lang
Justin Lang OFM (* 30. März 1934 in Breisach am Rhein; † 20. November 2008 in Ulm) war ein deutscher Ordenspriester, Theologie- und Kirchenhistoriker.

## Leben und Werk
Justin Lang trat 1954 der Thüringischen Franziskanerprovinz (Thuringia) bei. Er wurde am 22. Juli 1965 an der Rheinischen Friedrich-Wilhelms-Universität in Bonn mit einer dogmenhistorischen Untersuchung über Die Christologie bei Heinrich von Langenstein zum Doktor der Theologie promoviert. Nach vielen Jahren Vorlesungstätigkeit als Dozent an der Katholischen Fachhochschule Freiburg und Aufgaben in seiner Ordensprovinz wirkte er später als Exerzitienbegleiter und Seelsorger in Ulm. Justin Lang galt als Spezialist für die Theologiegeschichte seines Ordens. Er schrieb zahlreiche Artikel in der dritten Auflage des Lexikon für Theologie und Kirche.

## Veröffentlichungen
- Die Christologie bei Heinrich von Langenstein. Eine dogmenhistorische Untersuchung. (= Freiburger theologische Studien 85) Herder, Freiburg/Basel/Wien 1965.
- Elisabeth von Thüringen. Benzinger, Zürich/Einsiedeln/Köln 1983 (und öfter).
- Die großen Ordensgründer: Benedikt – Dominikus – Franziskus – Ignatius. Herder, Freiburg/Basel/Wien 1990, ISBN 978-3-451-21656-5.
- Antonius von Padua begegnen. Sankt-Ulrich-Verlag, Augsburg 2007, ISBN 978-3-936484-94-6.